# Anampses melanurus
Espèce
Statut de conservation UICN

 LC  : Préoccupation mineure
Anampses melanurus est une espèce de poissons de la famille des Labridae, de l'océan Pacifique.

## Référence
- (nl) Bleeker, « Achtste bijdrage tot de kennis der vischfauna van Amboina », Acta Societatis Regiae Scientiarum Indo-Neêrlandicae, vol. 2,‎ 1857, p. 1-102.